# تشارلي درايتون
تشارلي درايتون (بالإنجليزية: Charley Drayton)‏ هو موسيقي جلسات ‏ أمريكي، ولد في 9 مايو 1965 في بروكلين في الولايات المتحدة.

## وصلات خارجية
- تشارلي درايتون على موقع ميوزك برينز (الإنجليزية)
- تشارلي درايتون على موقع أول ميوزيك (الإنجليزية)
- تشارلي درايتون على موقع أول ميوزيك (الإنجليزية)
- تشارلي درايتون على موقع ديسكوغز (الإنجليزية)